# Springfield (Tennessee)
Springfield település az Amerikai Egyesült Államok Tennessee államában, Robertson megyében, melynek megyeszékhelye is. Lakosainak száma 18 782 fő (2020. április 1.).

## Népesség
A település népességének változása:

| 2010 | 16 440 |
| 2020 | 18 782 |